# NGC 7568
NGC 7568 (również NGC 7574, PGC 70892 lub UGC 12469) – galaktyka spiralna (S?), znajdująca się w gwiazdozbiorze Pegaza.
Prawdopodobnie odkrył ją Heinrich Louis d’Arrest 2 października 1866 roku. Pewności nie ma, gdyż podana przez niego pozycja obiektu była bardzo niedokładna i jeśli faktycznie obserwował tę galaktykę, oznaczałoby to, że popełnił błąd w rektascensji wielkości 30 sekund oraz w deklinacji wielkości 30 minut łuku. Niezależnie galaktykę tę odkrył Édouard Jean-Marie Stephan 17 października 1876 roku. John Dreyer w swoim New General Catalogue skatalogował obserwację d’Arresta jako NGC 7574, a Stephana jako NGC 7568.